# Elena Dalles
Elena Dalles (n. 1849, Giurgiu, Țara Românească – d. 1 septembrie 1921, Bucșani, Dâmbovița, România) a fost o filantroapă română.

## Biografie
A fost fiica unui negustor de cereale de origine macedoneană, Iane Anastasescu. Legătura familiei cu numeroși oameni de afaceri a dus la căsătoria Elenei Anastasescu cu moșierul grec Ioan G. Dalles (1816-1886) în anul 1870. În comuna Bucșani familia Dalles a construit un conac înconjurat de un parc ce se întindea pe o suprafață de 22 ha. Aici Elena Dalles a petrecut cea mai mare parte din viață, administrând moșia și crescând copiii.
În 1871 s-a născut primul copil în familia Dalles, George, care a murit la numai doi ani. În anul 1875 s-a născut al doilea copil, Dora Dalles, iar în 1879 s-a născut al treilea copil, Ioan I. Dalles. Pe 4 ianuarie 1886 Ioan G. Dalles a murit lăsându-și copiii în grija soției. Pe data de 7 noiembrie 1892, Dora Dalles a murit la vârsta de numai 17 ani, iar pe 22 decembrie 1914, în ajunul Crăciunului, a murit și ultimul copil al familiei Dalles.

## Activitate
După moartea soțului și a copiilor și-a lăsat averea unor spitale, așezăminte culturale și biserici. În Bucșani a dispus ridicarea unei biserici, construirea unui pod peste râul Ialomița și a unei școli, Școala „Dora Dalles”, numită după fiica sa. A hotărât prin testament să se înființeze o fundație, în memoria celui de-al treilea copil al ei, Ioan I . Dalles (1879-1914). Pentru a realiza acest proiect, Elena Dalles a lăsat Academiei Române o mare parte din avere.
„Las și leg Academiei Române, casele cu tot locul lor, adică întreg imobilul din București, Str. I.C. Brătianu no.12, precum și casele cu tot locul lor, adică întreg imobil din București, Str. Eugen Stătescu (fostă Gloriei) no. 4 cu următoarea destinațiune: [...] se va construi, în mijlocul terenului rămas, o clădire frumoasă și încăpătoare, după planul ce va hotărî Academia, însă așa fel ca să poată avea sălile necesare pentru expozițiuni artistice de tot felul: de pictură, de sculptură, de arhitectură, de țesături și cusături naționale etc; apoi pentru examene și audițiuni de muzică și declamație; și în fine pentru cursurile sau conferințele Asociațiunii Universității Populare din București, cum și a altor instituții ce s-ar înființa cu menirea de a forma caracterele cetățenilor români prin cultivarea și educarea lor sufletească.”
Fundația „Ioan I. Dalles” a fost inaugurată la 29 mai 1932. Reprezenta o clădire modernă , dotată cu o sală pentru expoziții și o sală de concerte și conferințe (Sala Dalles).
Tot prin testament, a dorit ca la doi ani după moartea ei să se construiască un spital după modelul celor rurale. În acest scop a oferit 300.000 lei pentru Eforia Spitalelor Civile din București și un teren în Bucșani.
A fost decorată cu „Răsplata muncii”, clasa I în 1910.